# Sphelodon nomene
Sphelodon nomene är en stekelart som först beskrevs av Davis 1898.  Sphelodon nomene ingår i släktet Sphelodon och familjen brokparasitsteklar. Inga underarter finns listade i Catalogue of Life.